# Never Understand
"Never Understand" é o primeiro single do álbum de estreia da banda escocesa The Jesus and Mary Chain, Psychocandy. Foi o primeiro lançamento da banda pela Blanco y Negro Records e foi lançado em fevereiro de 1985. A canção foi composta por William Reid e Jim Reid e produzida pela própria banda. É considerada influente pelo uso de feedback de guitarra.

## Desempenho nas paradas musicais
O single alcançou a posição 47 na parada de singles do Reino Unido.

## Recepção
A canção foi classificada como número 1 entre as "Faixas do Ano" de 1985 pela revista NME.
A revista Spin escreveu: "Em 'Never Understand', o feedback soa como os gritos adolescentes que abafaram os Beatles em todas as gravações ao vivo". John Leland acrescentou: "O efeito é impressionante, mas não tem profundidade e não vai a lugar nenhum depois dos primeiros segundos. Na música de Hüsker Dü, a guitarra vibrante e os ganchos pop se realçam mutuamente; Jesus and Mary Chain nunca junta os dois".